# MTVムービー&TVアワード
MTVムービー&TVアワード（MTV Movie & TV Awards、旧：MTVムービー・アワード(MTV Movie Awards)）は、毎年開催されているMTV主催の映画とテレビの賞レース。MTV主催の映画賞。

## 概要
最優秀悪役賞や最優秀キスシーン賞などユニークな賞が注目される映画祭である。1992年に第1回MTVムービー・アワードとして設立され、毎年4月に開催されている。以前は6月に開催されていた。2013年まではユニバーサル・スタジオ・ハリウッドのギブソン・アンフィシアターで行われたが、同シアターの閉鎖により2014年からはノキア・シアターで開催されている。一般の視聴者の投票によって決められる。毎年、その年にヒットした映画のパロディが披露される。またミュージシャンによるパフォーマンスもある。2017年の第26回からは、映画だけでなくテレビでの作品も表彰するため、「MTVムービー＆TVアワード」に改称された。
この賞は伝統的に、映画業界の夏の超大作シーズンの始まりと結びついており、テレビ賞の開始とともに、映画界での賞シーズンの始まりでもある。ノミネート作品はMTVのプロデューサーや幹部によって決定され、受賞者は一般の人々によって決定される。現在、投票はMTV Movie & TV Awardsの公式投票サイトでのみ行われている。受賞者には、ニューヨークのSociety Awards社製の「ゴールデン・ポップコーン」像が贈られる。
投票者の年齢層が若いため、他の映画賞と比較して、若者向けのアクション映画やコメディ映画が受賞することが多い。

## 制作過程
通常は生放送で行われるMTVビデオ・ミュージック・アワードとは異なり、MTVムービー&TVアワードの授賞式は、その歴史のほとんどにおいて、後で放送するために録画されていたが、生放送を収録してそのまま放送するライブ・トゥ・テープではなく、適切な編集を加えながら時系列で放送する形をとっていた。これは、つまり授賞式の収録において最初に司会者が登場するシーンを全て収録し、続いて音楽演奏、そして賞の発表と授与という順番で収録されていることを意味する。このとき、ノミネートされたアーティストや俳優は、自分の受賞部門のためだけに留まり、自らが関係する部門の発表後にその場を出発することができるだけでなく、その前後にシートフィラーでもって席を埋めることができた。2006年以降、『サバイバー』のプロデューサーであるマーク・バーネット（2007年のアワードでジョエル・ギャレンから職務を引き継いだ）が制作を担当するようになってから、ほとんどの年で生放送されるようになったが、2017年以降は1日または2日遅れで放送されるように収録され、編集せずに生放送を収録したものをそのまま放送している。
2007年以降、いくつかの賞の投票は、MTVのウェブやソーシャルメディアのプレセンスを通じて行われている。
COVID-19のパンデミックの影響で、2020年のアワードについては、ノミネートや授賞式の日程に関する情報はなかった。MTVネットワーク側では、授賞式を12月に恒久的に移動させ、ゴールデン・グローブ賞の前の授賞式シーズンの一番初めに位置づけることが検討されていた。
2020年12月6日、MTVは、ヴァネッサ・ハジェンズが司会を務める1回限りのスペシャル番組「MTVムービー&TVアワード: Greatest of All Time」が放送され、この番組では、1980年代以降の映画やテレビの名場面や、過去の授賞式での名場面が紹介された。同ネットワークは、2021年にはより大規模な週末のセレモニーを目指すことを表明していた。MTVは2021年3月11日、2021年MTVムービー＆TVアワードを5月16日と17日に開催することを発表した。セレモニーの第2夜のタイトルは「MTVムービー＆TVアワード: Unscripted」（司会：ニッキー・グレイザー）と題し、リアリティ番組のみに焦点を当てることとした。
2023年は直前に発生した全米脚本家組合による大規模ストライキにより、本イベントの司会を担当する予定だったドリュー・バリモアを始め、複数の出演予定者が同組合の行動を支持し、イベントへの出演をボイコットしたため、急遽リモート並びに事前収録に切り替えられた。

## 受賞部門
| 部門                                      | 授与年                                                        | 備考 |
| ----------------------------------------- | ------------------------------------------------------------- | --- |
| 最優秀作品賞（映画部門）                  | 1992年 – 現在                                                 | |
| 最優秀作品賞（TV 部門）                   | 2017年 – 現在                                                 | |
| 最優秀演技賞（映画部門）                  | 1992年 – 現在                                                 | |
| 最優秀演技賞（TV 部門）                   | 2017年 – 現在                                                 | |
| 最優秀コメディ演技賞                      | 1992年 – 現在                                                 | |
| 恐怖演技賞 （Most Frightened Performance) | 2005年 – 2006年 2010年 – 2011年 2013年 – 2015年 2018年 – 現在 | 2005年 – 2006年 "Best Frightened Performance" 2010年 – 2011年 "Best Scared-as-Shit Performance" 2013年 – 2015年 "Best Scared-as-Shtt Performance" 2018年 – 現在 "Most Frightened Performance" |
| 最優秀悪役賞                              | 1992年 – 現在                                                 | 2012年 "Best On-Screen Dirt Bag" |
| 最優秀ヒーロー賞                          | 2006年、2010年 – 現在                                         | 2010年 – 2011年 "Biggest Bad-Ass Star" |
| 最優秀キスシーン賞                        | 1992年 – 現在                                                 | |
| 最優秀バトル賞                            | 1996年 – 現在                                                 | |
| Best On-Screen Team                       | 2017年 – 現在                                                 | |
| Best Reality Series                       | 2017年 – 現在                                                 | 2017年 "Best Reality Competition" |
| Best Music Documentary                    | 2018年、2021年                                                | |
| Best Scene Stealer                        | 2018年                                                        | |

### 廃止された部門
| 部門                                   | 授与年                                                           | 備考                                                     |
| -------------------------------------- | ---------------------------------------------------------------- | -------------------------------------------------------- |
| Most Desirable Male                    | 1992年 – 1996年                                                  |                                                          |
| Most Desirable Female                  | 1992年 – 1996年                                                  |                                                          |
| Best New Filmmaker                     | 1992年 – 2002年                                                  |                                                          |
| Best Action Sequence                   | 1992年 – 2005年                                                  |                                                          |
| Best On-Screen Duo                     | 1992年 – 2006年、2013年 – 2015年                                 |                                                          |
| Best Musical Sequence                  | 1992年 – 2002年、2005年、2009年、 2012年、2014年、2015年、2017年 |                                                          |
| Best Breakthrough Performance          | 1992年 – 2017年                                                  | 2011年 – 2012年 "Breakout Star" 2017年 "Next Generation" |
| Best Dance Sequence                    | 1995年、1998年、2001年、2004年                                   |                                                          |
| Best Sandwich in a Movie               | 1996年                                                           |                                                          |
| Best Cameo                             | 2001年 – 2004年、2014年                                          |                                                          |
| Best Dressed                           | 2001年、2002年                                                   |                                                          |
| Best Virtual Performance               | 2003年、2016年                                                   |                                                          |
| Best Video Game Based on a Movie       | 2005年                                                           |                                                          |
| Sexiest Performance                    | 2006年                                                           |                                                          |
| Best Summer Movie You Haven't Seen Yet | 2007年                                                           |                                                          |
| Best Summer Movie So Far               | 2008年                                                           |                                                          |
| Best WTF Moment                        | 2009年 – 2011年                                                  | 2011年 "Best Jaw Dropping Moment"                        |
| Global Superstar                       | 2010年                                                           |                                                          |
| Biggest Badass Star                    | 2010年、2011年                                                   |                                                          |
| Best Line from a Movie                 | 2011年                                                           |                                                          |
| Best Cast                              | 2012年、2016年                                                   | 2016年 "Ensemble Cast"                                   |
| Best Gut-Wrenching Performance         | 2012年 – 2015年                                                  |                                                          |
| Best On-Screen Transformation          | 2013年、2014年                                                   |                                                          |
| Best Shirtless Performance             | 2013年 – 2015年                                                  |                                                          |
| Favorite Character                     | 2014年                                                           |                                                          |
| Best Action Performance                | 2016年                                                           |                                                          |
| Best Documentary                       | 2016年、2017年                                                   |                                                          |
| Ensemble Cast                          | 2016年                                                           |                                                          |
| True Story                             | 2016年                                                           |                                                          |
| Tearjerker                             | 2017年                                                           |                                                          |
| Trending                               | 2017年                                                           |                                                          |
| Best American Story                    | 2017年                                                           |                                                          |

### 特別功労賞

#### 生涯業績賞
- 1992年 - ジェイソン・ボーヒーズ
- 1993年 - 三ばか大将
- 1994年 - ジョン・シャフト
- 1995年 - ジャッキー・チェン
- 1996年 - ゴジラ
- 1997年 - チューバッカ
- 1998年 - クリント・ハワード

#### Silver Bucket of Excellence
| 年     | 受賞対象                                        | 備考                                                                         |
| ------ | ----------------------------------------------- | ---------------------------------------------------------------------------- |
| 2005年 | 『ブレックファスト・クラブ』 The Breakfast Club | アンソニー・マイケル・ホール、モリー・リングウォルド、アリー・シーディへ授与 |
| 2006年 | 『ドゥ・ザ・ライト・シング』 Do the Right Thing | スパイク・リーへ授与                                                         |

#### ジェネレーション賞
- 2005年 - トム・クルーズ
- 2006年 - ジム・キャリー
- 2007年 - マイク・マイヤーズ
- 2008年 - アダム・サンドラー
- 2009年 - ベン・スティラー
- 2010年 - サンドラ・ブロック
- 2011年 - リース・ウィザースプーン
- 2012年 - ジョニー・デップ
- 2013年 - ジェイミー・フォックス
- 2014年 - マーク・ウォルバーグ
- 2015年 - ロバート・ダウニー・Jr
- 2016年 - ウィル・スミス
- 2017年 - ワイルド・スピードシリーズ
- 2018年 - クリス・プラット
- 2019年 - ドウェイン・ジョンソン
- 2021年 - スカーレット・ヨハンソン

#### トレイルブレイザー賞
- 2012年 - エマ・ストーン（23歳と6か月28日）
- 2013年 - エマ・ワトソン（22歳と11か月30日）
- 2014年 - チャニング・テイタム（33歳と11か月13日）
- 2015年 - シェイリーン・ウッドリー（23歳と4か月28日）
- 2018年 - リナ・ウェイス（34歳と30日）
- 2019年 - ジェイダ・ピンケット・スミス（47歳と8か月28日）

#### Comedic Genius Award
- 2013年 - ウィル・フェレル
- 2015年 - ケヴィン・ハート
- 2016年 - メリッサ・マッカーシー
- 2021年 - サシャ・バロン・コーエン

## 各年主要部門
| 1992年 | 『ターミネーター2』 Terminator 2: Judgment Day                                                     | N/A                                                                                            | リンダ・ハミルトン 『ターミネーター2』                                                         | アーノルド・シュワルツェネッガー 『ターミネーター2』                                           | エドワード・ファーロング 『ターミネーター2』                                                   | エドワード・ファーロング 『ターミネーター2』                                                   |                                                                                                |                                                                                                |                                                                                                |
| 1993年 | 『ア・フュー・グッドメン』 A Few Good Men                                                          | N/A                                                                                            | シャロン・ストーン 『氷の微笑』                                                                | デンゼル・ワシントン 『マルコムX』                                                             | マリサ・トメイ 『いとこのビニー』                                                              | マリサ・トメイ 『いとこのビニー』                                                              |                                                                                                |                                                                                                |                                                                                                |
| 1994年 | 『ポケットいっぱいの涙』 Menace II Society                                                         | N/A                                                                                            | ジャネット・ジャクソン 『ポエティック・ジャスティス/愛するということ』                         | トム・ハンクス 『フィラデルフィア』                                                            | アリシア・シルヴァーストーン 『ダリアン 美しき狂気』                                           | アリシア・シルヴァーストーン 『ダリアン 美しき狂気』                                           |                                                                                                |                                                                                                |                                                                                                |
| 1995年 | 『パルプ・フィクション』 Pulp Fiction                                                              | N/A                                                                                            | サンドラ・ブロック 『スピード』                                                                | ブラッド・ピット 『インタビュー・ウィズ・ヴァンパイア』                                        | キルスティン・ダンスト 『インタビュー・ウィズ・ヴァンパイア』                                  | キルスティン・ダンスト 『インタビュー・ウィズ・ヴァンパイア』                                  |                                                                                                |                                                                                                |                                                                                                |
| 1996年 | 『セブン』 Seven                                                                                   | N/A                                                                                            | アリシア・シルヴァーストーン クルーレス』                                                      | ジム・キャリー 『ジム・キャリーのエースにおまかせ!』                                           | ジョージ・クルーニー 『フロム・ダスク・ティル・ドーン』                                        | ジョージ・クルーニー 『フロム・ダスク・ティル・ドーン』                                        |                                                                                                |                                                                                                |                                                                                                |
| 1997年 | 『スクリーム』 Scream                                                                              | N/A                                                                                            | クレア・デインズ 『ロミオ+ジュリエット』                                                       | トム・クルーズ 『ザ・エージェント』                                                            | マシュー・マコノヒー 『評決のとき』                                                            | マシュー・マコノヒー 『評決のとき』                                                            |                                                                                                |                                                                                                |                                                                                                |
| 1998年 | 『タイタニック』 Titanic                                                                           | N/A                                                                                            | ネーヴ・キャンベル 『スクリーム2』                                                             | レオナルド・ディカプリオ 『タイタニック』                                                      | ヘザー・グラハム 『ブギーナイツ』                                                              | ヘザー・グラハム 『ブギーナイツ』                                                              |                                                                                                |                                                                                                |                                                                                                |
| 1999年 | 『メリーに首ったけ』 There's Something About Mary                                                  | N/A                                                                                            | キャメロン・ディアス 『メリーに首ったけ』                                                      | ジム・キャリー 『トゥルーマン・ショー』                                                        | ジェームズ・ヴァン・ダー・ビーク 『バーシティ・ブルース』                                      | ケイティ・ホームズ 『洗脳』                                                                    |                                                                                                |                                                                                                |                                                                                                |
| 2000年 | 『マトリックス』 The Matrix                                                                        | N/A                                                                                            | サラ・ミシェル・ゲラー 『クルーエル・インテンションズ』                                        | キアヌ・リーブス 『マトリックス』                                                              | ハーレイ・ジョエル・オスメント 『シックス・センス』                                            | ジュリア・スタイルズ 『恋のからさわぎ』                                                        |                                                                                                |                                                                                                |                                                                                                |
| 2001年 | 『グラディエーター』 Gladiator                                                                     | N/A                                                                                            | ジュリア・ロバーツ 『エリン・ブロコビッチ』                                                    | トム・クルーズ 『M:I-2』                                                                       | ショーン・パトリック・トーマス 『セイブ・ザ・ラストダンス』                                    | エリカ・クリステンセン 『トラフィック』                                                        |                                                                                                |                                                                                                |                                                                                                |
| 2002年 | 『ロード・オブ・ザ・リング』 The Lord of the Rings: The Fellowship of the Ring                     | N/A                                                                                            | ニコール・キッドマン 『ムーラン・ルージュ』                                                    | ウィル・スミス 『ALI アリ』                                                                    | オーランド・ブルーム 『ロード・オブ・ザ・リング』                                              | マンディ・ムーア 『ウォーク・トゥ・リメンバー』                                                |                                                                                                |                                                                                                |                                                                                                |
| 2003年 | 『ロード・オブ・ザ・リング/二つの塔』 The Lord of the Rings: The Two Towers                        | N/A                                                                                            | キルスティン・ダンスト 『スパイダーマン』                                                      | エミネム 『8 Mile』                                                                            | エミネム 『8 Mile』                                                                            | ジェニファー・ガーナー 『デアデビル』                                                          |                                                                                                |                                                                                                |                                                                                                |
| 2004年 | 『ロード・オブ・ザ・リング/王の帰還』 The Lord of the Rings: The Return of the King                | N/A                                                                                            | ユマ・サーマン 『キル・ビル Vol.1』                                                            | ジョニー・デップ 『パイレーツ・オブ・カリビアン/呪われた海賊たち』                             | ショーン・アシュモア 『X-MEN2』                                                                | リンジー・ローハン 『フォーチュン・クッキー』                                                  |                                                                                                |                                                                                                |                                                                                                |
| 2005年 | 『ナポレオン・ダイナマイト』 Napoleon Dynamite                                                     | N/A                                                                                            | リンジー・ローハン 『ミーン・ガールズ』                                                        | レオナルド・ディカプリオ 『アビエイター』                                                      | ジョン・ヘダー 『ナポレオン・ダイナマイト』                                                    | レイチェル・マクアダムス 『ミーン・ガールズ』                                                  |                                                                                                |                                                                                                |                                                                                                |
| 2006年 | 『ウェディング・クラッシャーズ』 Wedding Crashers                                                  | N/A                                                                                            | ジェイク・ジレンホール 『ブロークバック・マウンテン』                                          | ジェイク・ジレンホール 『ブロークバック・マウンテン』                                          | アイラ・フィッシャー 『ウェディング・クラッシャーズ』                                          | アイラ・フィッシャー 『ウェディング・クラッシャーズ』                                          |                                                                                                |                                                                                                |                                                                                                |
| 2007年 | 『パイレーツ・オブ・カリビアン/デッドマンズ・チェスト』 Pirates of the Caribbean: Dead Man's Chest | N/A                                                                                            | ジョニー・デップ 『パイレーツ・オブ・カリビアン/デッドマンズ・チェスト』                       | ジョニー・デップ 『パイレーツ・オブ・カリビアン/デッドマンズ・チェスト』                       | ジェイデン・スミス 『幸せのちから』                                                            | ジェイデン・スミス 『幸せのちから』                                                            |                                                                                                |                                                                                                |                                                                                                |
| 2008年 | 『トランスフォーマー』 Transformers                                                                | N/A                                                                                            | エレン・ペイジ 『JUNO/ジュノ』                                                                 | ウィル・スミス 『アイ・アム・レジェンド』                                                      | ザック・エフロン 『ヘアスプレー』                                                              | ザック・エフロン 『ヘアスプレー』                                                              |                                                                                                |                                                                                                |                                                                                                |
| 2009年 | 『トワイライト〜初恋〜』 Twilight                                                                  | N/A                                                                                            | クリステン・スチュワート 『トワイライト〜初恋〜』                                              | ザック・エフロン 『ハイスクール・ミュージカル/ザ・ムービー』                                   | ロバート・パティンソン 『トワイライト〜初恋〜』                                                | アシュレイ・ティスデイル 『ハイスクールミュージカル/ザ・ムービー』                             |                                                                                                |                                                                                                |                                                                                                |
| 2010年 | 『ニュームーン/トワイライト・サーガ』 The Twilight Saga: New Moon                                  | N/A                                                                                            | クリステン・スチュワート 『ニュームーン/トワイライト・サーガ』                                 | ロバート・パティンソン 『ニュームーン/トワイライト・サーガ』                                   | アナ・ケンドリック 『マイレージ、マイライフ』                                                  | アナ・ケンドリック 『マイレージ、マイライフ』                                                  |                                                                                                |                                                                                                |                                                                                                |
| 2011年 | 『エクリプス/トワイライト・サーガ』 The Twilight Saga: Eclipse                                     | N/A                                                                                            | クリステン・スチュワート 『エクリプス/トワイライト・サーガ』                                   | ロバート・パティンソン 『エクリプス/トワイライト・サーガ』                                     | クロエ・グレース・モレッツ 『キック・アス』                                                    | クロエ・グレース・モレッツ 『キック・アス』                                                    |                                                                                                |                                                                                                |                                                                                                |
| 2012年 | 『トワイライト・サーガ/ブレイキング・ドーン Part1』 The Twilight Saga: Breaking Dawn – Part 1      | N/A                                                                                            | ジェニファー・ローレンス 『ハンガー・ゲーム』                                                  | ジョシュ・ハッチャーソン 『ハンガー・ゲーム』                                                  | シェイリーン・ウッドリー 『ファミリー・ツリー』                                                | シェイリーン・ウッドリー 『ファミリー・ツリー』                                                |                                                                                                |                                                                                                |                                                                                                |
| 2013年 | 『アベンジャーズ』 Marvel's The Avengers                                                           | N/A                                                                                            | ジェニファー・ローレンス 『世界にひとつのプレイブック』                                        | ブラッドリー・クーパー 『世界にひとつのプレイブック』                                          | レベル・ウィルソン 『ピッチ・パーフェクト』                                                    | レベル・ウィルソン 『ピッチ・パーフェクト』                                                    |                                                                                                |                                                                                                |                                                                                                |
| 2014年 | 『ハンガー・ゲーム2』 The Hunger Games: Catching Fire                                              | N/A                                                                                            | ジェニファー・ローレンス 『ハンガー・ゲーム2』                                                 | ジョシュ・ハッチャーソン 『ハンガー・ゲーム2』                                                 | ウィル・ポールター 『なんちゃって家族』                                                        | ウィル・ポールター 『なんちゃって家族』                                                        |                                                                                                |                                                                                                |                                                                                                |
| 2015年 | 『きっと、星のせいじゃない。』 The Fault in Our Stars                                              | N/A                                                                                            | シェイリーン・ウッドリー 『きっと、星のせいじゃない。』                                        | ブラッドリー・クーパー 『アメリカン・スナイパー』                                              | ディラン・オブライエン 『メイズ・ランナー』                                                    | ディラン・オブライエン 『メイズ・ランナー』                                                    |                                                                                                |                                                                                                |                                                                                                |
| 2016年 | 『スター・ウォーズ/フォースの覚醒』 Star Wars: The Force Awakens                                   | N/A                                                                                            | シャーリーズ・セロン 『マッドマックス 怒りのデス・ロード』                                     | レオナルド・ディカプリオ 『レヴェナント: 蘇えりし者』                                          | デイジー・リドリー 『スター・ウォーズ/フォースの覚醒』                                         | デイジー・リドリー 『スター・ウォーズ/フォースの覚醒』                                         |                                                                                                |                                                                                                |                                                                                                |
| 2017年 | 『美女と野獣』 Beauty and the Beast                                                                | 『ストレンジャー・シングス 未知の世界』 Stranger Things                                        | エマ・ワトソン 『美女と野獣』                                                                  | エマ・ワトソン 『美女と野獣』                                                                  | ダニエル・カルーヤ 『ゲット・アウト』                                                          | ダニエル・カルーヤ 『ゲット・アウト』                                                          |                                                                                                |                                                                                                |                                                                                                |
| 2018年 | 『ブラックパンサー』 Black Panther                                                                 | 『ストレンジャー・シングス 未知の世界』 Stranger Things                                        | チャドウィック・ボーズマン 『ブラックパンサー』                                                | チャドウィック・ボーズマン 『ブラックパンサー』                                                | ティファニー・ハディッシュ 『ガールズ・トリップ』                                              | ティファニー・ハディッシュ 『ガールズ・トリップ』                                              |                                                                                                |                                                                                                |                                                                                                |
| 2019年 | 『アベンジャーズ/エンドゲーム』 Avengers: Endgame                                                  | 『ゲーム・オブ・スローンズ』 Game of Thrones                                                   | レディー・ガガ 『アリー/ スター誕生』                                                          | レディー・ガガ 『アリー/ スター誕生』                                                          | ノア・センティネオ 『好きだった君へのラブレター』                                              | ノア・センティネオ 『好きだった君へのラブレター』                                              |                                                                                                |                                                                                                |                                                                                                |
| 2020年 | 新型コロナウイルス感染症 (COVID-19) の世界的流行のため開催中止。代わりに特別番組が放送された。     | 新型コロナウイルス感染症 (COVID-19) の世界的流行のため開催中止。代わりに特別番組が放送された。 | 新型コロナウイルス感染症 (COVID-19) の世界的流行のため開催中止。代わりに特別番組が放送された。 | 新型コロナウイルス感染症 (COVID-19) の世界的流行のため開催中止。代わりに特別番組が放送された。 | 新型コロナウイルス感染症 (COVID-19) の世界的流行のため開催中止。代わりに特別番組が放送された。 | 新型コロナウイルス感染症 (COVID-19) の世界的流行のため開催中止。代わりに特別番組が放送された。 | 新型コロナウイルス感染症 (COVID-19) の世界的流行のため開催中止。代わりに特別番組が放送された。 | 新型コロナウイルス感染症 (COVID-19) の世界的流行のため開催中止。代わりに特別番組が放送された。 | 新型コロナウイルス感染症 (COVID-19) の世界的流行のため開催中止。代わりに特別番組が放送された。 |
| 2021年 | 『好きだった君へ: これからもずっと大好き』 To All the Boys: Always and Forever                     | 『ワンダヴィジョン』 WandaVision                                                               | チャドウィック・ボーズマン 『マ・レイニーのブラックボトム』                                    | チャドウィック・ボーズマン 『マ・レイニーのブラックボトム』                                    | レゲ＝ジャン・ペイジ 『ブリジャートン家』                                                      | レゲ＝ジャン・ペイジ 『ブリジャートン家』                                                      |                                                                                                |                                                                                                |                                                                                                |
| 2022年 | 『スパイダーマン:ノー・ウェイ・ホーム』 Spider-Man: No Way Home                                    | 『ユーフォリア/EUPHORIA』 Euphoria                                                             | トム・ホランド 『スパイダーマン:ノー・ウェイ・ホーム』                                         | トム・ホランド 『スパイダーマン:ノー・ウェイ・ホーム』                                         | ソフィア・ディ・マルティーノ 『ロキ』                                                          | ソフィア・ディ・マルティーノ 『ロキ』                                                          |                                                                                                |                                                                                                |                                                                                                |
| 2023年 | スクリーム6 Scream VI                                                                              | 『THE LAST OF US』 The Last of Us                                                              | トム・クルーズ 『トップガン マーヴェリック』                                                   | トム・クルーズ 『トップガン マーヴェリック』                                                   | ジョセフ・クイン 『ストレンジャー・シングス 未知の世界』                                       | ジョセフ・クイン 『ストレンジャー・シングス 未知の世界』                                       |                                                                                                |                                                                                                |                                                                                                |

### 司会者と会場
| 年     | 司会者 | 会場 |
| ------ | --- | --- |
| 1992年 | デニス・ミラー | ウォルト・ディズニー・スタジオ |
| 1993年 | エディ・マーフィ | ウォルト・ディズニー・スタジオ |
| 1994年 | ウィル・スミス | Sony Pictures Studios |
| 1995年 | ジョン・ロヴィッツ コートニー・コックス | Warner Bros. Studios |
| 1996年 | ベン・スティラー ジャニーン・ガラファロー | ウォルト・ディズニー・スタジオ |
| 1997年 | マイク・マイヤーズ | Barker Hangar |
| 1998年 | サミュエル・L・ジャクソン | Barker Hangar |
| 1999年 | リサ・クドロー | Barker Hangar |
| 2000年 | サラ・ジェシカ・パーカー | Sony Pictures Studios |
| 2001年 | ジミー・ファロン キルスティン・ダンスト | Shrine Auditorium |
| 2002年 | サラ・ミシェル・ゲラー ジャック・ブラック | Shrine Auditorium |
| 2003年 | ショーン・ウィリアム・スコット ジャスティン・ティンバーレイク | Shrine Auditorium |
| 2004年 | リンジー・ローハン | Sony Pictures Studios |
| 2005年 | ジミー・ファロン | Shrine Auditorium |
| 2006年 | ジェシカ・アルバ | Sony Pictures Studios |
| 2007年 | サラ・シルバーマン | Universal Amphitheatre |
| 2008年 | マイク・マイヤーズ | Universal Amphitheatre |
| 2009年 | アンディ・サムバーグ | Universal Amphitheatre |
| 2010年 | アジズ・アンサリ | Universal Amphitheatre |
| 2011年 | ジェイソン・サダイキス | Universal Amphitheatre |
| 2012年 | ラッセル・ブランド | Universal Amphitheatre |
| 2013年 | レベル・ウィルソン | Universal Amphitheatre |
| 2014年 | コナン・オブライエン | Microsoft Theater |
| 2015年 | エイミー・シューマー | Microsoft Theater |
| 2016年 | ドウェイン・ジョンソン ケヴィン・ハート | Warner Bros. Studios |
| 2017年 | アダム・ディヴァイン | Shrine Auditorium |
| 2018年 | ティファニー・ハディッシュ | Barker Hangar |
| 2019年 | ザッカリー・リーヴァイ | Barker Hangar |
| 2020年 | ヴァネッサ・ハジェンズ | 新型コロナウイルス感染症 (COVID-19) の 世界的流行のため開催中止。 |
| 2021年 | レスリー・ジョーンズ ニッキー・グレイザー | Hollywood Palladium |
| 2022年 | ヴァネッサ・ハジェンズ タイシア・アダムス | Barker Hangar |
| 2023年 | 全米脚本家組合のストライキに連帯して司会を予定していたドリュー・バリモアと ゲストのほとんどが降板したため対面による授賞式は行われず、司会者なしの 放送のみのプレゼンテーションに置き換えられた。 | 全米脚本家組合のストライキに連帯して司会を予定していたドリュー・バリモアと ゲストのほとんどが降板したため対面による授賞式は行われず、司会者なしの 放送のみのプレゼンテーションに置き換えられた。 |

## 映画パロディ
1993年以降、主にその年に最も人気のあった映画（テレビ番組や古い映画から選ばれることもある）から、その映画のワンシーンがパロディ化されている。これには、サウンドやビデオのモンタージュ、オリジナルキャストの一部を他の俳優（一般的には、各年の番組のホスト）に置き換えて、その映画のシーンを一般的に真似てからかうこともある。そのパロディの形式は、対話形式のもの（2005年など）から戦闘やアクションシーケンスを含むいくつかの長いシーン（2003年）まで、多岐にわたる。
| 年   | 映画 | 出演 | Watch              |
| ---- | --- | --- | ------------------ |
| 1993 | 『氷の微笑』 Basic Instinct | フローレンス・ヘンダーソン バリー・ウィリアムズ クリストファー・ナイト Susan Olsen |                    |
| 1993 | 『ア・フュー・グッドメン』 A Few Good Men | フローレンス・ヘンダーソン バリー・ウィリアムズ クリストファー・ナイト |                    |
| 1993 | 『ボディガード』 The Bodyguard | フローレンス・ヘンダーソン バリー・ウィリアムズ |                    |
| 1994 | 『逃亡者』 The Fugitive | The Monkey Troupe |                    |
| 1994 | 『ジュラシック・パーク』 Jurassic Park | チャールトン・ヘストン The Monkey Troupe |                    |
| 1994 | 『ピアノ・レッスン』 The Piano | The Monkey Troupe |                    |
| 1995 | 『スピード』 Speed | Danny Bonaduce シャーリー・ジョーンズ Dave Madden |                    |
| 1995 | 『パルプ・フィクション』 Pulp Fiction | Lawrence Hilton-Jacobs Robert Hegyes Ron Palillo |                    |
| 1995 | 『ジム・キャリーはMr.ダマー』 Dumb and Dumber | シャーマン・ヘンズリー Isabel Sanford Franklin Cover |                    |
| 1995 | 『インタビュー・ウィズ・ヴァンパイア』 Interview with the Vampire | フランク・ゴーシン アダム・ウェスト |                    |
| 1996 | 『ツイスター』 Twister | ベン・スティラー ジャニーン・ガラファロー ジェイ・レノ |                    |
| 1996 | 『ブレイブハート』 Braveheart | ボブ・ニューハート Jack Riley Peter Bonerz Bill Daily |                    |
| 1996 | 『クルーレス』 Clueless | The Golden Girls |                    |
| 1996 | 『セブン』 Seven | ウィリアム・シャトナー (in all three key roles) |                    |
| 1997 | 『ロスト・ワールド/ジュラシック・パーク』 The Lost World: Jurassic Park | ヴィンス・ヴォーン ベン・スティラー マイク・マイヤーズ ジャニーン・ガラファロー ジェイ・レノ |                    |
| 1997 | 『ロミオ+ジュリエット』 Romeo + Juliet | オースティン・パワーズとしてマイク・マイヤーズ ジェニー・マッカーシー |                    |
| 1997 | 『スクリーム』 Scream | マイク・マイヤーズ ドリュー・バリモア |                    |
| 1998 | 『GODZILLA』 Godzilla Taxi (combined in one video) | クリストファー・ロイド (as Jim Ignatowski) |                    |
| 1998 | 『ドーソンズ・クリーク』 Dawson's Creek | ケイティ・ホームズ ジェームズ・ヴァン・ダー・ビーク サミュエル・L・ジャクソン |                    |
| 1999 | 『スター・ウォーズ エピソード1/ファントム・メナス』 Star Wars: Episode I – The Phantom Menace | リサ・クドロー (as herself) アンディ・ディック | Creator's web-site |
| 1999 | Amalgam of 『卒業白書』 Risky Business 『フェリスはある朝突然に』 Ferris Bueller's Day Off 『シーズ・オール・ザット』 She's All That 『ラストサマー』 I Know What You Did Last Summer 『すてきな片想い』 Sixteen Candles 『バーシティ・ブルース』 Varsity Blues 『ブレックファスト・クラブ』 The Breakfast Club 『クルーエル・インテンションズ』 Cruel Intentions | アリソン・ハニガン ジェイミー・プレスリー クリス・オーウェン チャーリー・オコンネル |                    |
| 1999 | Armagedd'NSync (Armageddon) | イン・シンク リサ・クドロー クリント・ハワード | Creator's web-site |
| 2000 | Sex and the Matrix (Sex and the City, The Matrix, combined) | サラ・ジェシカ・パーカー (キャリー・ブラッドショー役) ジミー・ファロン (ネオ) ヴィンス・ヴォーン ("White Rabbit") | Creator's web-site |
| 2000 | 『ミッション:インポッシブル2』 Mission: Impossible 2 | ベン・スティラー (as Tom Crooze, トム・クルーズ's stunt double) | Creator's web-site |
| 2001 | 『キャスト・アウェイ』 Cast Away | アンディ・ディック | Creator's web-site |
| 2001 | 『ハムナプトラ2/黄金のピラミッド』 The Mummy Returns | ジミー・ファロン スヌープ・ドッグ キルスティン・ダンスト ロブ・シュナイダー オデッド・フェール |                    |
| 2001 | Adam Sandler Skit | アダム・サンドラー ジミー・ファロン ブリトニー・スピアーズ キルスティン・ダンスト |                    |
| 2002 | Lord of the Piercing (『ロード・オブ・ザ・リング』 The Lord of the Rings: The Fellowship of the Ring) | ジャック・ブラック (as Jack the Elf - Ring-bearer) サラ・ミシェル・ゲラー (アルウェン役) | Creator's web-site |
| 2002 | Jack Black: Spider-Man (『スパイダーマン』 Spider-Man) | ジャック・ブラック (スパイダーマン役) サラ・ミシェル・ゲラー (メリー・ジェーン・ワトソン / ワンダーウーマン役) | Creator's web-site |
| 2002 | 『パニック・ルーム』 Panic Room | ジャック・ブラック ウィル・フェレル | Creator's web-site |
| 2003 | MTV: Reloaded (『マトリックス リローデッド』 The Matrix Reloaded) | ジャスティン・ティンバーレイク (as "a One") ショーン・ウィリアム・スコット ("a One", Agent Scott) ウィル・フェレル (Larry the Architect) ランダル・ダク・キム (キー・メーカー役) ワンダ・サイクス (オラクル役)                                                                   | Creator's web-site |
| 2004 | Kill Bill: Volume 2 | リンジー・ローハン アンディ・ディック |                    |
| 2005 | 『スター・ウォーズ エピソード3/シスの復讐』 Star Wars: Episode III – Revenge of the Sith | ジミー・ファロン (アナキン・スカイウォーカー役) | Creator's web-site |
| 2005 | 『バットマン ビギンズ』 Batman Begins | ジミー・ファロン ジョン・ヘダー (ナポレオン・ダイナマイト役) アンディ・ディック | Creator's web-site |
| 2006 | 『ミッション:インポッシブル3』 Mission: Impossible III | ジェシカ・アルバ トファー・グレイス フレイヴァー・フラヴ | Creator's web-site |
| 2006 | 『キング・コング』 King Kong | ジェシカ・アルバ | Creator's web-site |
| 2006 | 『ダ・ヴィンチ・コード』 The Da Vinci Code | ジェシカ・アルバ (ソフィー・ヌヴー役をベースにした本人役) ジミー・ファロン (ジャック・ソニエールとロバート・ラングドン役をベースにした本人役) アンディ・ディック (シラス役をベースにした本人役 ) ロン・パールマン (本人役) ゲイリー・コール (本人役) クリス・ドートリー (本人役) | Creator's web-site |
| 2007 | 『トランスフォーマー』 Transformers 『プラダを着た悪魔』 The Devil Wears Prada 『ドリームガールズ』 Dreamgirls 『バベル』 Babel 『幸せのちから』 The Pursuit of Happyness 『ディパーテッド』 The Departed 『300 〈スリーハンドレッド〉』 300 | オプティマス・プライム サラ・シルバーマン シャイア・ラブーフ ジェニファー・ハドソン メリル・ストリープ ブラッド・ピット ウィル・スミス レオナルド・ディカプリオ ジャック・ニコルソン マット・デイモン ジェラルド・バトラー                                                       |                    |
| 2008 | 『アイアンマン』 Iron Man 『カンフー・パンダ』 Kung Fu Panda 『トロピック・サンダー/史上最低の作戦』 Tropic Thunder | ロバート・ダウニー・Jr ジャック・ブラック ベン・スティラー |                    |
| 2009 | 『トワイライト〜初恋〜』 Twilight 『スター・トレック』 Star Trek 『スラムドッグ$ミリオネア』 Slumdog Millionaire 『愛を読むひと』 The Reader | アンディ・サムバーグ ロバート・パティンソン アジズ・アンサリ テイラー・スウィフト ジャスティン・ティンバーレイク クリスティン・ベル テイラー・ロートナー |                    |
| 2010 | 『プレシャス』 Precious 『しあわせの隠れ場所』 The Blind Side | アジズ・アンサリ クィントン・アーロン ジェイ・ヘッド モニーク ポーラ・パットン ジャスティン・ビーバー |                    |
| 2011 | 『ハングオーバー!! 史上最悪の二日酔い、国境を越える』 The Hangover Part I 『ブラック・スワン』 Black Swan 『127時間』 127 Hours 『ソーシャル・ネットワーク』 The Social Network 『エクリプス/トワイライト・サーガ』 The Twilight Saga: Eclipse | ジェイソン・サダイキス テイラー・ロートナー ジャスティン・バーサ チェルシー・ハンドラー ナタリー・ポートマン ミラ・クニス ジャスティン・ティンバーレイク ジェームズ・フランコ エヴァ・メンデス                                                                                   |                    |
| 2013 | 『レ・ミゼラブル』 Les Misérables 『ライフ・オブ・パイ/トラと漂流した227日』 Life of Pi 『マジック・マイク』 Magic Mike | レベル・ウィルソン アン・ハサウェイ スラージ・シャルマ マシュー・マコノヒー |                    |
| 2018 | 『ブラックパンサー』 Black Panther 『スター・ウォーズ/最後のジェダイ』 Star Wars: The Last Jedi 『クワイエット・プレイス』 A Quiet Place | ティファニー・ハディッシュ クィーン・ラティファ ジェイダ・ピンケット・スミス リル・レル・ハウリー |                    |
| 2019 | 『アス』 Us 『ゲーム・オブ・スローンズ』 Game of Thrones | ザッカリー・リーヴァイ ジューン・ダイアン・ラファエル フェイス・ハーマン イアン・チェン エミリア・クラーク ジェイコブ・アンダーソン キット・ハリントン ピーター・ディンクレイジ                                                                                                  |                    |
| 2021 | 『ワンダヴィジョン』 WandaVision 『あの夜、マイアミで』 One Night in Miami... 『プロミシング・ヤング・ウーマン』 Promising Young Woman | ランドール・パーク カット・デニングス カール・ウィンズロウ フェイス・ハーマン ローラ・ウィンズロウ |                    |

## 各年概要

### 2002年
- 司会：ジャック・ブラック、サラ・ミシェル・ゲラー
- 最優秀映画 (Best Movie)：ロード・オブ・ザ・リング
- 最優秀男優 (Best Male Performance)：ウィル・スミス（ALI アリ）
- 最優秀女優 (Best Female Performance)：ニコール・キッドマン（ムーラン・ルージュ）
- 最優秀新人男優 (Best Breakthrough Performance Male)：オーランド・ブルーム（ロード・オブ・ザ・リング）
- 最優秀新人女優 (Best Breakthrough Performance Female)：マンディ・ムーア（ウォーク・トゥ・リメンバー）
- 最優秀チーム (Best On-Screen Team)：ヴィン・ディーゼル、ポール・ウォーカー（ワイルド・スピード）
- 最優秀悪役 (Best Villain)：デンゼル・ワシントン（トレーニング デイ）
- 最優秀コメディ・パフォーマンス (Best Comedic Performance)：リース・ウィザースプーン（キューティ・ブロンド）
- ベスト・キス (Best Kiss)：ジェイソン・ビッグス＆ショーン・ウィリアム・スコット（アメリカン・サマー・ストーリー）
- ベスト・ファイト (Best Fight)：ジャッキー・チェン＆クリス・タッカー VS 香港ギャング（ラッシュアワー2）
- 最優秀アクション・シーン (Best Action Sequence)：攻撃シーン（パール・ハーバー）
- 最優秀ミュージカル・シーン：ニコール・キッドマン＆ユアン・マクレガー（ムーラン・ルージュ）
- 名ゼリフ："Oh, I like your outfit too, except when I dress up as a frigid bitch, I try not to look so constipated" - リース・ウィザースプーン（キューティ・ブロンド）
- ベスト・カメオ：スヌープ・ドッグ（トレーニングデイ）
- ベスト・ドレッサー：リース・ウィザースプーン（キューティ・ブロンド）
- 最優秀新人監督 (Best New Filmmaker)：クリストファー・ノーラン（メメント）

### 2003年
- 司会：ショーン・ウィリアム・スコット、ジャスティン・ティンバーレイク
- 最優秀映画:ロード・オブ・ザ・リング/二つの塔
- 最優秀男優:エミネム（8 Mile）
- 最優秀女優:キルスティン・ダンスト（スパイダーマン）
- 最優秀新人男優:エミネム（8 Mile）
- 最優秀新人女優:ジェニファー・ガーナー（デアデビル）
- 最優秀チーム:イライジャ・ウッド、ショーン・アスティン、アンディ・サーキス（ロード・オブ・ザ・リング/二つの塔）
- 最優秀悪役:デイヴィー・チェイス（ザ・リング）
- 最優秀コメディ・パフォーマンス:マイク・マイヤーズ（オースティン・パワーズ ゴールドメンバー）
- ベスト・キス:トビー・マグワイア、キルスティン・ダンスト（スパイダーマン）
- ベスト・ファイト:クリストファー・リー VS ヨーダ（スター・ウォーズ　エピソード2/クローンの攻撃）
- 最も優れたアクション・シーン:ヘルム峡谷での戦闘シーン（ロード・オブ・ザ・リング/二つの塔）

### 2004年
- 司会:リンジー・ローハン
- 最優秀映画:ロード・オブ・ザ・リング/王の帰還
- 最優秀男優:ジョニー・デップ（パイレーツ・オブ・カリビアン）
- 最優秀女優:ユマ・サーマン（キル・ビル Vol.1）
- 最優秀新人男優:ショーン・アシュモア（X-MEN2）
- 最優秀新人女優:リンジー・ローハン（フォーチュン・クッキー）
- 最優秀チーム:アダム・サンドラー、ドリュー・バリモア（50回目のファースト・キス）
- 最優秀悪役:ルーシー・リュー（キル・ビル Vol.1）
- 最優秀コメディ・パフォーマンス:ジャック・ブラック（スクール・オブ・ロック）
- ベスト・キス:オーウェン・ウィルソン、カルメン・エレクトラ、エイミー・スマート（スタスキー&ハッチ）
- ベスト・ファイト:ユマ・サーマン VS 栗山千明（キル・ビル Vol.1）
- 最優秀ダンス：ショーン・ウィリアム・スコット(アメリカン・パイ3:ウェディング大作戦)
- 最も優れたアクション・シーン:ゴンドールでの戦闘シーン（ロード・オブ・ザ・リング/王の帰還）
- 最優秀カメオ出演：サイモン・コーウェル(最‘狂’絶叫計画)

### 2005年
- 司会：ジミー・ファロン
- 最優秀映画:ナポレオン・ダイナマイト（ナポレオン・ダイナマイト）[2]
- 最優秀男優:レオナルド・ディカプリオ（アビエイター）[2]
- 最優秀女優:リンジー・ローハン（ミーン・ガールズ）[2]
- 最優秀新人男優:ジョン・ヘダー（ナポレオン・ダイナマイト）
- 最優秀新人女優:レイチェル・マクアダムス（ミーン・ガールズ）[2]
- 最優秀チーム:リンジー・ローハン、レイチェル・マクアダムス、レイシー・シャベール、アマンダ・セイフライド（ミーン・ガールズ）[2]
- 最優秀悪役:ベン・スティラー（ドッジボール）
- 最優秀コメディ・パフォーマンス:ダスティン・ホフマン（ミート・ザ・ペアレンツ2）
- 最優秀ミュージカル・パフォーマンス:ジョン・ヘダー（ナポレオン・ダイナマイト）
- ベスト・キス:レイチェル・マクアダムス、ライアン・ゴズリング（きみに読む物語）
- ベスト・ファイト:ユマ・サーマン VS ダリル・ハンナ（キル・ビル Vol.2）
- 最も優れたアクション・シーン:ロサンゼルスの破壊シーン（デイ・アフター・トゥモロー）
- 最も優れた恐怖演技 (Best Frightened Performance):ダコタ・ファニング（ハイド・アンド・シーク 暗闇のかくれんぼ）

ローハンが主演した『ミーン・ガールズ』は、ローハンの最優秀主演女優賞を手始めに、最優秀チーム賞、最優秀新人女優賞（レイチェル・マクアダムス）、最優秀悪役賞と、最多4部門にノミネートされた。
ニコール・キッドマンがプレゼンターを務め、トム・クルーズはケイティ・ホームズとともにプレゼンターを務めた。ローハンは、憧れていたサンドラ・ブロックと対面し、興奮のあまり、「彼女に夢中なのよ」と絶叫した。1980年代のジョン・ヒューズの青春映画『ブレックファスト・クラブ』の出演者が全員集合する企画もあり、エミリオ・エステベスを除く、モリー・リングウォルド、アリー・シーディ、アンソニー・マイケル・ホール、ジャド・ネルソンらが出席した。

### 2006年
- 司会：ジェシカ・アルバ
- 最優秀映画:ウエディング・クラッシャーズ
- 最優秀俳優:ジェイク・ギレンホール（ブロークバック・マウンテン）
- 最優秀新人:アイラ・フィッシャー（ウエディング・クラッシャーズ）
- 最優秀チーム:ヴィンス・ヴォーン、オーウェン・ウィルソン（ウエディング・クラッシャーズ）
- 最優秀悪役:ヘイデン・クリステンセン（スター・ウォーズ エピソード3/シスの復讐）
- 最優秀コメディ・パフォーマンス:スティーヴ・カレル（40歳の童貞男）
- ベスト・キス:ジェイク・ギレンホール、ヒース・レジャー（ブロークバック・マウンテン）
- ベスト・ファイト：アンジェリーナ・ジョリー VS ブラッド・ピット（Mr.&Mrs. スミス）
- ベスト・ヒーロー：クリスチャン・ベール(バットマン ビギンズ)
- 最も優れた恐怖演技：ジェニファー・カーペンター（エミリー・ローズ）
- 最もセクシーな演技：ジェシカ・アルバ(シン・シティ)

### 2007年
- 司会：サラ・シルヴァーマン
- 最優秀映画:パイレーツ・オブ・カリビアン/デッドマンズ・チェスト
- 最優秀俳優:ジョニー・デップ (パイレーツ・オブ・カリビアン/デッドマンズ・チェスト)
- 最優秀新人:ジェイデン・スミス (幸せのちから)
- 最優秀コメディ・パフォーマンス:サシャ・バロン・コーエン (ボラット 栄光ナル国家カザフスタンのためのアメリカ文化学習)
- 最優秀悪役：ジャック・ニコルソン (ディパーテッド)
- ベスト・キス：ウィル・フェレル&サシャ・バロン・コーエン (タラデガ・ナイト オーバルの狼)
- ベスト・ファイト：ジェラルド・バトラー VS The Uber Immortal (300 〈スリーハンドレッド〉)

### 2008年
- 司会：マイク・マイヤーズ
- 最優秀映画:トランスフォーマー
- 最優秀男優:ウィル・スミス (アイ・アム・レジェンド)
- 最優秀女優:エレン・ペイジ（JUNO/ジュノ）
- 最優秀新人:ザック・エフロン (ヘアスプレー)
- 最優秀コメディ・パフォーマンス:ジョニー・デップ (パイレーツ・オブ・カリビアン/ワールド・エンド)
- 最優秀悪役：ジョニー・デップ (スウィーニー・トッド フリート街の悪魔の理髪師)
- ベスト・キス：ブリアナ・エヴィガン&ロバート・ホフマン (Step Up 2 the Streets)
- ベスト・ファイト：ショーン・ファリス vs カム・ジガンデ (Never Back Down)
- サマー・ムービー賞：アイアンマン

### 2009年
- 司会：アンディ・サムバーグ
- 最優秀映画:トワイライト〜初恋〜
- 最優秀男優:ザック・エフロン (ハイスクール・ミュージカル/ザ・ムービー)
- 最優秀女優:クリステン・スチュワート（トワイライト〜初恋〜）
- 最優秀新人男優:ロバート・パティンソン (トワイライト〜初恋〜)
- 最優秀新人女優:アシュレイ・ティスデイル (ハイスクール・ミュージカル/ザ・ムービー)
- 最優秀コメディ・パフォーマンス:ジム・キャリー (イエスマン “YES”は人生のパスワード)
- 最優秀悪役：ヒース・レジャー (ダークナイト)
- 最優秀映画音楽賞 (Best Song From a Movie (Best musical performance))：マイリー・サイラス / ザ・クライム (ハンナ・モンタナ ザ・ムービー)
- ベスト・キス：クリステン・スチュワート&ロバート・パティンソン (トワイライト〜初恋〜)
- ベスト・ファイト：キャム・ギガンデット vs ロバート・パティンソン (トワイライト〜初恋〜)
- 最優秀WTF(What the fuckの略)賞：エイミー・ポーラー (ベイビー・ママ)
- ジェネレーション賞：ベン・スティラー

サシャ・バロン・コーエンがワイヤーアクション中にエミネムに直撃するハプニングが起こった。エミネムは激怒し直後に退席してしまったが、後にエミネムとサシャが仕掛けたイタズラであったことが判明した。

## 参照
- List of American television awards

## References
- Steve Hochman, Awards as American as 'Pie' and Other Silliness; Television, L.A. Times, June 7, 2000, Calendar page 3;